# Réensauvagement
Ne doit pas être confondu avec restauration écologique.

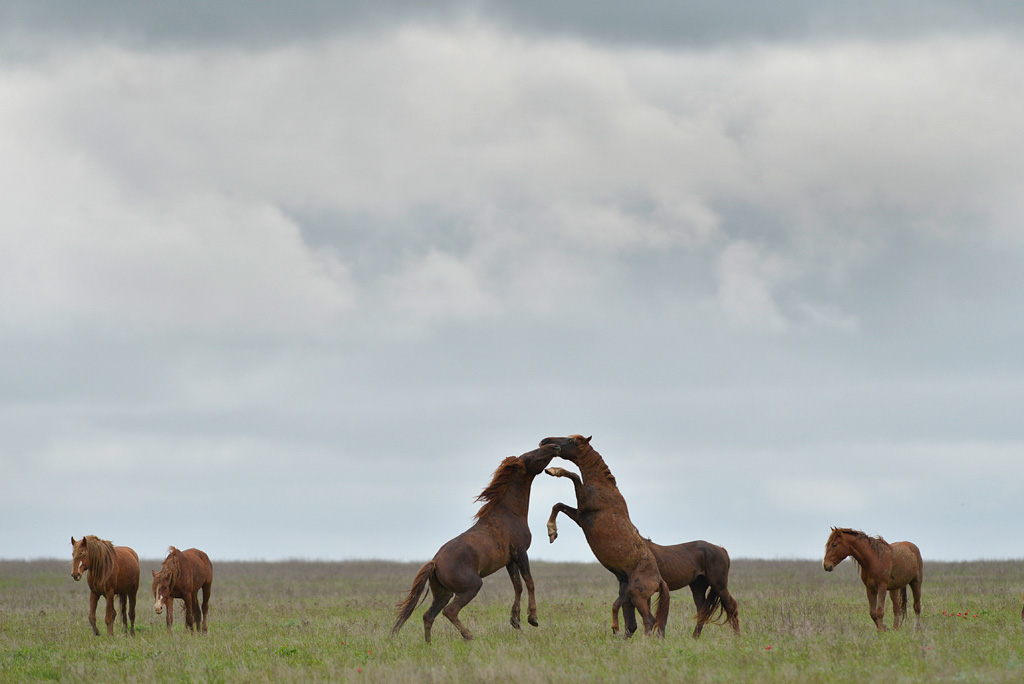
Chevaux d'origine domestique réensauvagés dans la réserve naturelle de Rostovsky, dans l'oblast de Rostov en Russie. Avec d'autres grands herbivores réintroduits dans plusieurs réserves (hémiones, chameaux de Bactriane, daims, bisons, aurochs de Heck, etc), ils ont pour mission de restaurer la faune originelle et l'équilibre écologique sauvage de la steppe, en l’absence d'élevage pastoral. Ainsi des espèces végétales patrimoniales de la steppe, comme Tulipa suaveolens ici visible au sol, peuvent s'y redévelopper.

Le réensauvagement peut désigner, d'une part la réimplantation d'espèces animales (le plus souvent de grande taille) disparues depuis plusieurs siècles ou millénaires, d'autre part simplement l'absence d'intervention humaine, dans une région donnée, ou encore sur une surface très limitée.
Dans le premier cas, elle se distingue de la « simple » réintroduction d'espèces, car elle vise à recréer un écosystème disparu depuis longtemps (et sur lequel les données scientifiques sont assez fragmentaires malgré les progrès de la paléontologie) ; l'idée directrice est de reconstituer les écosystèmes préhistoriques, au moyen de la réimplantation de formes proches (ou réputées telles) des espèces éteintes (en termes de phylogénie ou d'exigences écologiques).
Ces projets sont financièrement et techniquement difficiles à réaliser (les grandes espèces ne peuvent être réintroduites que dans des pays où l'espace est suffisant et la pression humaine faible), ils peuvent sembler utopiques. Toutefois, certains cas ont démontré qu'une espèce pouvait bien s'adapter à un milieu d'où elle avait disparu depuis des millénaires, qu'elle ait été introduite volontairement ou de manière fortuite. Par exemple, les chevaux en Amérique du Nord sont disparus au début de l'Holocène et y ont été réintroduits avec succès, depuis le XVIe siècle.
Dans le second cas où l'absence d'intervention humaine est recherchée, toutes les activités perturbatrices pour la nature sont interdites et il n’y a pas d’intervention de gestion sur le site : seules la balade sur les sentiers définis et l'observation sont autorisées. La difficulté consiste alors à s'approprier financièrement le terrain (par une association indépendante notamment) et à faire respecter les règles associées à cette protection.
Le réensauvagement peut également être défini comme une renaturation à grande échelle.

## Définitions
Le ré-ensauvagement est un terme qui revêt plusieurs sens selon les points de vue, par conséquent il n’en existe pas une définition unique et les modalités de sa mise en œuvre diffèrent,,, pouvant semer une certaine confusion.
Dans les définitions les plus générales, qui englobent les différentes approches du réensauvagement, il peut être défini comme « un processus de restauration des fonctionnalités écologiques d'un territoire », « un mix de libre évolution, de réintroductions d’espèces et d’ingénierie écologique », une volonté de « revenir à un état de nature sauvage » ou encore de « maintenir ou accroître la biodiversité, tout en réduisant l'impact passé et présent des interventions humaines par la restauration des espèces et des processus écologiques ».
La philosophe Andrea Gammon, ayant fait une revue de la littérature (2018), définit 8 grands principes du réensauvagement. Selon elle, c'est une démarche qui, :
- restaure les écosystèmes ;
- diminue le degré d'intervention humaine et de gestion écologique ;
- est défendu écologiquement par la théorie de la cascade trophique ;
- (ré)introduit des espèces ;
- est centré sur les processus ;
- est orienté vers le futur ;
- implique l'autonomie des non-humains ;
- invite à redéfinir les rapports entre humains et non-humains.

### Lerewildingaux États-Unis: des grands carnivores pour des grands espaces

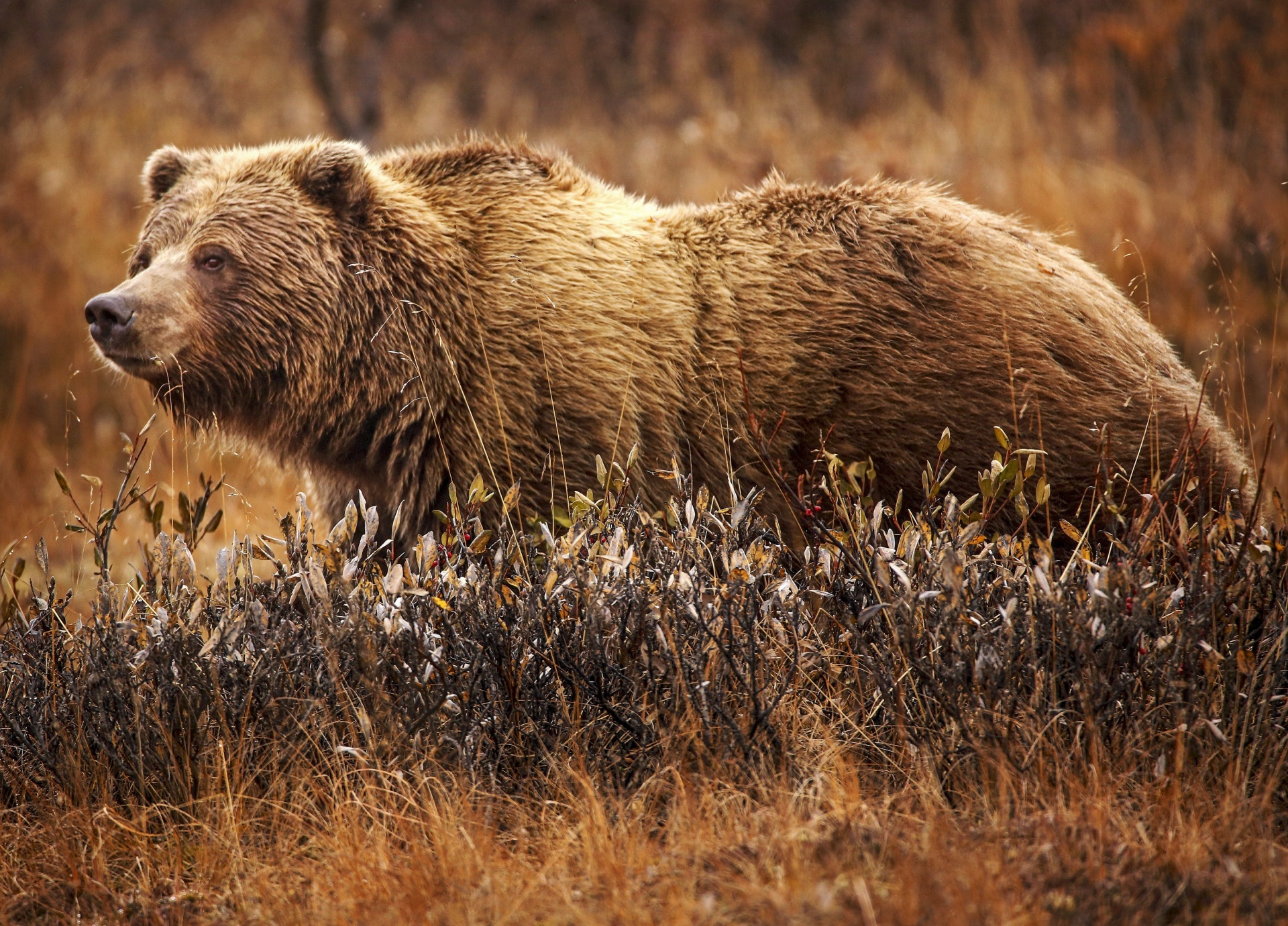
Le en prône à l'origine le retour de grands carnivores, comme le grizzli, dans les grands espaces d'Amérique du Nord.

Le rewilding étatsunien, tel que défini par Michael E. Soulé et Reed Noss en 1998, est souvent considéré comme l’origine du ré-ensauvagement,,. Issus de l’écologie radicale, ces deux auteurs prônent dans leur article Rewilding and Biodiversity « l’idée du ré-ensauvagement » comme « le débat scientifique pour la restauration des grands espaces naturels (wilderness) basée sur le rôle régulateur des grands prédateurs »,.
Ayant fait le constat de l’impact destructeur de l’être humain sur la faune américaine — extinction de masse de la mégafaune au Néolithique, extermination par armes à feu dans les temps modernes, et enfin conséquences de l’extension agricole, l’augmentation démographique et le consumérisme —, Soulé et Noss développent l’idée d’un ré-ensauvagement à grande échelle. Ils font remonter l’attrait pour la conservation des grands espaces américains au monumentalisme de John Muir et au Wilderness movement des années 1930 mais, au contraire de ces deux mouvements, ils insistent sur l’aspect scientifique plus que romantique de leur démarche.
Leur proposition s’appuie sur les « 3 C »,,, :
- Cores pour zones cœurs : des grands espaces naturels laissés en libre évolution ;

- Corridors : des couloirs nécessaires pour permettre aux grands animaux, notamment les prédateurs, de passer d’une zone cœur à une autre ;

- Carnivores : les grands prédateurs, en tant qu’espèces clés de voûte dont ils développent longuement l’importance dans les écosystèmes.

Soulé et Noss prônent donc un retour des grands prédateurs — grizzlis, loups et pumas — dans les espaces naturels d’Amérique du Nord, car leur disparition provoquerait un ensemble de dérèglement pour les écosystèmes : surpopulation des proies entraînant une surconsommation des végétaux et des petits animaux, donc une perte de biodiversité. Ils émettent l’hypothèse que, une fois ces grands prédateurs réintroduits, les écosystèmes pourraient se remettre d’eux-mêmes des dommages qu’ils ont subis,. Le ré-ensauvagement ne s’oppose pas, pour eux, à une démarche de restauration écologique dirigée par l’humain. Ces deux démarches doivent se compléter : le ré-ensauvagement mis en place sans limite pourrait causer un appauvrissement de la biodiversité, mais il est nécessaire pour la restauration et la conservation à long terme.

### Pleistocene rewilding: le retour à une nature préhistorique

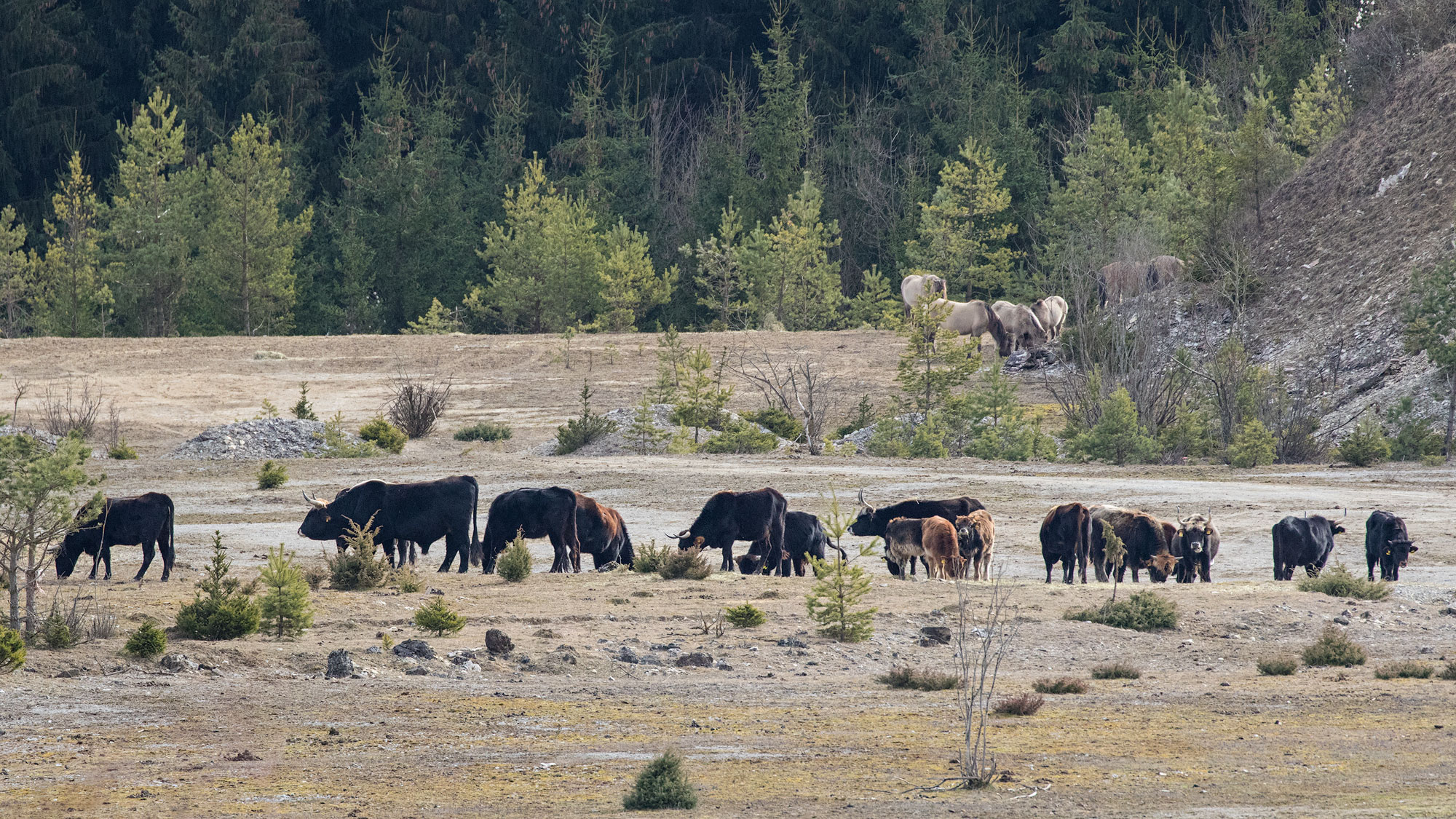
Les promoteurs du en encouragent la réintroduction d'une mégafaune similaire à celle du Pléistocène, comme les Aurochs de Heck (ici en compagnie de Koniks).

À la suite de l’article de Soulé et Noss, une nouvelle définition du rewilding apparaît au début des années 2000, s’attachant cette fois à reconstituer des écosystèmes proches de ce qu’ils étaient avant l’extinction de masse survenue à la fin du Pléistocène,.
Les partisans du Pleistocene rewilding prônent donc la réintroduction d’espèces ayant disparu de certaines régions, voire de reconstitutions d’espèces éteintes (chevaux et aurochs de Heck), afin de revenir à l’état supposé de l’environnement d’il y a 13 000 à 10 000 ans avant le présent,. Le Pleistocene rewilding s’est surtout développé aux États-Unis et en Russie, où le principal promoteur en est Sergueï Zimov, créateur du Parc du Pléistocène, un vaste parc expérimental accolé à un centre d’études scientifiques. Des grands herbivores y ont été introduits, comme le renne, le bison d’Europe, le bœuf musqué, l’élan et le cheval yakoute, afin d’assurer un pâturage naturel de la toundra. Le parc défend cette démarche comme l’unique solution pour la protection des sols, la lutte contre la fonte du permafrost, l’augmentation de la photosynthèse et de l’albédo, ainsi que la reconstitution de la biodiversité.
Le Pleistocene rewilding reste cependant critiqué et marginal. Trois aspects reviennent régulièrement dans la critique, d’après la revue de la littérature effectuée par Dehaut (2021) :
- des faiblesses scientifiques : il n’est pas garanti qu'une biodiversité censément similaire à celle du Pléistocène puisse s’adapter aux écosystèmes actuels, et elle pourrait même les abîmer ou les détruire ;

- des faiblesses pratiques : le coût de ces réintroductions pourrait être alloué à des projets de protection de la nature plus urgents ;

- des faiblesses sociétales : ces projets ne sont pas menés de manière démocratique et ne répondent pas à une demande sociétale.

En outre, les reconstitutions d'animaux disparus, comme l'auroch, sont controversées. Pour certains naturalistes, l'auroch de Heck ressemble autant à l'auroch originel que le berger allemand ressemble au loup.

## Projets

### Aux États-Unis
Les États-Unis sont un des pays où l'extinction des grands animaux (mammifères le plus souvent) est la mieux documentée ; c'est dans ce pays que le projet est apparu et a partiellement été enclenché.
Plusieurs espèces ont de ce fait été réintroduites :
- le cheval : la famille des chevaux était d'origine nord-américaine, mais elle s'est éteinte de ce continent alors qu'elle se répandait en Eurasie et en Afrique. En débarquant sur le continent américain, les conquistadors réintroduisirent sans le savoir l'espèce sur un continent où elle était éteinte depuis des millénaires. Les chevaux échappés des élevages, dits mustangs, sont revenus dans les plaines et déserts du continent ; alors qu'ils sont considérés comme des nuisibles par certains, ils ont acquis une popularité certaine (notamment véhiculée par les westerns), et leur présence est encouragée dans certaines réserves ; la popularisation de l'idée du « réensauvagement » a remis ces animaux au goût du jour ;
- les chameaux et dromadaires : ces animaux sont aussi apparus en Amérique du Nord : ils ont connu le même sort que les chevaux. Ils ont localement été réintroduits, parfois dans ce cadre ;
- la tortue du Mexique : elle vivait dans le Sud-Ouest des États-Unis jusqu'à −10 000 ans, elle subsiste dans le centre du Mexique où elle est classée comme espèce vulnérable par l'UICN (bien que ses effectifs progressent grâce aux mesures de protection). Elle présente la particularité de creuser de grands terriers, qui accueillent une riche faune de mammifères et de reptiles, et a été repérée comme une « espèce parapluie » par les écologistes. 26 spécimens ont été réintroduits en 2006 dans le ranch que le milliardaire Ted Turner a consacré à la conservation d'espèces menacées, et d'autres réintroductions seraient envisagées. Ces mesures pourraient utilement consolider la population de l'espèce (bien que sa protection au Mexique reste prioritaire).

La réintroduction d'autres espèces (souvent de grands prédateurs) est plus controversée, en raison de la cohabitation avec l'homme, le bétail voire les animaux sauvages déjà existants (bisons, cervidés etc.). Ont notamment été évoquées les espèces suivantes :
- l'éléphant d'Asie ;
- le lion d'Afrique ;
- le guépard (un félin d'aspect proche existait en Amérique du Nord jusqu'au Pléistocène supérieur ; il aurait évolué de manière convergente avec les guépards d'Afrique et d'Asie sans leur être apparenté, de même que ses proies : le Pronghorn est la « gazelle » de l'Amérique);
- le jaguar.

D'autres espèces (le plus souvent menacées d'extinction dans leur environnement d'origine) ont été évoquées, sans susciter autant de controverses que les précédentes (mais leur introduction est très hypothétique pour l'heure) :
- le cheval de Przewalski ;
- le guanaco ;
- la vigogne ;
- le tapir laineux ;
- le tapir de Baird ;
- l'hémione ;
- la saïga.

Enfin, certaines autres espèces font encore partie de la faune locale, leur statut de conservation est variable selon les espèces et les secteurs géographiques :
- l'ours noir américain ;
- le grizzli ;
- le loup gris ;
- le bœuf musqué ;
- le puma ;
- le coyote ;
- le pécari à collier ;
- le bison d'Amérique.

Le projet American Prairie Reserve vise à faire vivre des troupeaux de bisons dans un écosystème de prairie.
En dehors de ces projets, diverses espèces de grands mammifères ont d'ores et déjà été introduits dans de grands domaines du Sud-Ouest des États-Unis. L'intérêt écologique et génétique de ces animaux, qui vivent librement n'a pour l'instant pas réellement été évalué.

### En Russie
La Sibérie orientale accueille aussi un grand projet de réensauvagement, dit parc du Pléistocène, associé à une station scientifique et lancé par le scientifique Sergueï Zimov, son fils et d'autres scientifiques en Yakoutie.
Plusieurs espèces (appartenant le plus souvent à l'actuelle faune russe, mais autrefois présentes dans presque toute l'Europe et tout le nord de l'Eurasie) ont été introduites dans une réserve de 160 kilomètres carrés (soit 16 000 hectare) :
- le renne ;
- l'élan ;
- le bœuf musqué ;
- le cheval semi-sauvage yakoute ;
- le bison d'Europe ;
- le yack ;
- vache de Kalmyk (bétail venu du Wild Field)[13].

D'autres introductions sont en projet :
- la saïga (en danger critique) ;
- le tigre de Sibérie (en danger critique) ;
- le glouton ;
- le lynx ;
- le Léopard de l'Amour (quasiment éteint dans la nature) ;
- l'ours à collier ;
- l'ours brun ;
- l'ours kodiak ;
- le lion ;
- le cerf élaphe ;
- le bison d'Amérique ;
- le chameau de Bactriane
- la vigogne ;
- le lama.
- le mammouth laineux[14] (un projet de recréation du mammouth est en cours, à partir du génome séquencé sur les cadavres congelés trouvés en Sibérie)[15].

La liste semble composite mais elle est cohérente avec l'objectif de restaurer le biome des steppes à mammouth, et certaines de ces espèces ont eu des ancêtres ou parents proches vivant dans des climats froids aux temps préhistoriques (comme le Lion des cavernes qui a longtemps côtoyé le tigre à dent de sabre, disparu un peu plus tôt). Le lion doit assurer la fonction de grand prédateur, nécessaire pour la régulation et la santé des troupeaux d'herbivores.
Par ailleurs, les Russes ont une expérience notable en zootechnie, ils avaient réussi l'introduction de nombreux ongulés en semi-liberté dans un certain nombre de réserves, comme celle d'Askanya Nova au temps de l'Union soviétique.

### En Europe
L'Europe ne dispose pas d'espaces sauvages de grande taille comme les deux continents précédents, mais quelques réserves, comme celles d'Oostvaardersplassen aux Pays-Bas ou de Knepp en Angleterre sont parcourues par de grands ongulés, cousins d'espèces éteintes : le Mouflon, le Bison d'Europe (qui subsiste à l'état sauvage en Pologne et en ex-URSS), l'Aurochs de Heck, le Tarpan, voire le Cheval de Przewalski.
L'on y trouve aussi des races rustiques d'animaux domestiques (bovins, moutons, porcins…) très proches des races élevées depuis le Néolithique.
Mais il ne s'agit pas là de « reconstituer » la faune préhistorique, plutôt de permettre l'entretien de certains écosystèmes à peu de frais et sans contraintes majeures, dans des espaces depuis longtemps modifiés par l'homme (dans le cadre des civilisations agro-pastorales traditionnelles) ; toutefois, le cas du Cheval de Przewalski est un peu particulier puisqu'il s'agit d'un essai destiné à acclimater les animaux (élevés en zoo depuis des décennies) à des conditions de vie de type « sauvage » en prévision de leur réintroduction en Mongolie, Sibérie et Chine du Nord (en cours).
En France, l'ASPAS est engagée dans la démarche de libre évolution pour permettre un réensauvagement naturel. Elle a par exemple acheté en novembre 2019 un ancien terrain de chasse privé de 490 hectares à Léoncel dans la Drôme pour le rendre intégralement à la nature en créant la Réserve de Vie Sauvage du Vercors.
À l'échelle européenne, l'organisation Rewilding Europe vise à coordonner les projets de réensauvagement en Europe et compte 5,8 million d'hectares dans son réseau en 2023.

### En Amérique du Sud
Le Brésil et l'Argentine sont de bons candidats potentiels pour accueillir une telle expérience : ils comprennent de vastes plaines, une grande diversité climatique (du climat équatorial au climat subpolaire), et… la faune de grands mammifères sauvages y est étonnamment limitée depuis l'extinction des Megatherium, Glyptodon et autres Smilodon, de telle sorte que plusieurs niches écologiques seraient a priori vacantes.

### Au Japon
Dans les temps préhistoriques, l'île japonaise de Hokkaidō accueillait des tigres, qui ont disparu à la fin de la dernière glaciation (mais ont survécu dans l'Extrême-Orient russe, en Corée et en Chine). La réintroduction du tigre au Japon que certains envisagent s'inscrirait dans cette optique, mais aussi dans une stratégie de préservation du Tigre de Sibérie, animal menacé d'extinction, dans un environnement proche de celui qu'il occupe encore sur le continent.

### En Australie
Avec sa faune unique au monde (composée pour l'essentiel de marsupiaux), et les effets catastrophiques des introductions, volontaires ou accidentelles, d'animaux exogènes (renard, chat, lapin, dromadaire, etc.), l'Australie ne semble pas une terre d'élection pour les opérations de « réensauvagement ».
Toutefois, quelques biologistes défendent des projets de réensauvagement « à la marge », pour pallier la disparition de certaines espèces qui parcouraient jadis ce continent.
Pour ce faire, il est nécessaire que des formes voisines existent encore sur Terre, ce qui n'est pas le cas pour beaucoup de représentants disparus de la mégafaune australienne (wombat géant, lion marsupial…).
Une exception est le Dragon de Komodo, qui vit dans quelques îles indonésiennes.
Le biologiste australien Tim Flannery a suggéré que l'écosystème australien pourrait bénéficier de l'introduction de dragons de Komodo, qui pourrait occuper en partie le créneau grand carnivore laissé vacant par l'extinction du varanidé géant Megalania. Toutefois, Flannery plaide pour la plus grande prudence et une extension progressive de ces expériences, en particulier car « le problème de la prédation des grands varanidés sur l'homme ne doit pas être sous-estimé ». Il se sert de l'exemple de la réussite de la coexistence des hommes avec les crocodiles d'eau salée au nord de l'Australie comme preuve que les Australiens peuvent s'adapter avec succès à une telle expérience.
Voir aussi l'article suivant : Dragon de Komodo.

## Justifications
Selon leurs promoteurs, les projets de « réensauvagement » auraient plusieurs avantages, primant sur leurs coûts ou inconvénients :
- favoriser le retour d'espèces et d'écosystèmes (voire de biome) encore florissants il y a quelques dizaines de milliers d'années, mais ayant régressé depuis, par exemple à la suite de l'extinction de grands herbivores qui contrôlaient les boisements, de carnivores qui contrôlaient les herbivores et autres proies, de grands animaux qui disséminaient des graines ou piétinaient la neige, etc.[19]
- limiter les feux de forêts[19]
- limiter la prolifération d'animaux et de plantes envahissants (car dépourvus de prédateur et/ou de concurrence)
- limiter le réchauffement local de l'atmosphère (en restaurant une albédo 'normale')[19] ; et/ou limiter le réchauffement et la fonte du pergélisol (grâce au compactage et percement du manteau neigeux hivernal isolant)[20] ; ils ont aussi contribué à un stockage dans les sols, en amplifiant même les variations climatiques glaciaires-interglaciaires)[20],[21],[22]
- protéger des espèces souvent menacés ailleurs par la chasse, le braconnage, leur surexploitation, la fragmentation ou la destruction de leur habitat et/ou par le réchauffement climatique
- parfois, favoriser le développement de régions économiquement déprimées (comme le Midwest américain) via l'écotourisme

## Limites ou controverses
Les points suivants sont parfois cités :
- Souvent, les espèces proposées pour la réintroduction ne correspondent pas exactement aux espèces éteintes : le « réensauvagement » aboutirait à introduire des espèces disparates, qui n'ont jamais vécu ensemble, parfois exotiques ; il ne s'agirait que d'une sorte de zoo excentrique ; les espèces menacées devraient prioritairement être protégées là où elles vivent encore ; réciproquement, sauver des espèces autochtones devrait passer avant l'introduction d'animaux d'autres continents.

### Dommage pour la conservation
Le réensauvagement est souvent basé sur l'introduction de grands animaux : les petites espèces de mammifères, d'oiseaux et de reptiles, les amphibiens, les poissons, sans parler des insectes et autres invertébrés ou les plantes, dont les restes fossiles sont peu connus, et qui sont peu connus du grand public, ne sont pas ou peu pris en compte et ceci pourrait déboucher sur une fragmentation des habitats de ces espèces. Les organismes introduits pourraient apporter des maladies néfastes pour la faune locale, et causer des déprédations indésirables sur les animaux et les plantes qui n'y seraient pas adaptées. David Nogués-Bravo et Carsten Rahbek affirment que les avantages du réensauvagement manquent de preuves et que de tels programmes peuvent conduire par inadvertance à un « désauvagement », à travers l'extinction d'espèces locales et mondiales. Ils affirment également que les programmes de réensauvagement pourraient détourner le financement de « projets de conservation plus valides scientifiquement ». Selon d'autres auteurs, il est théoriquement possible d'augmenter les populations d'espèces animales natives rares grâce à des projets de réensauvagement et en même temps de repousser les néobiotes.

### Conflits avec les droits et le bien-être des animaux
Le réensauvagement pourrait cohabiter difficilement avec l'homme, ses cultures et son bétail comme dans le cas plus controversé de la presence d'espèces carnivores (de même que celui de l'ours et du loup, pourtant bien présents et communs jusqu'à une époque récente). Erica von Essen et Michael Allen, utilisant la classification politique des catégories animales de Sue Donaldson et Will Kymlicka, affirment que les normes de nature sauvage imposées aux animaux sont arbitraires et incompatibles avec le principe selon lequel les animaux sauvages devraient se voir accorder la souveraineté sur les territoires qu'ils habitent et le droit de prendre des décisions concernant leur propre vie. Pour résoudre ce problème, Erica von Essen et Michael Allen soutiennent que le réensauvagement doit s’aligner sur la conservation traditionnelle et en accueillir la pleine souveraineté, ou plutôt assumer l’entière responsabilité du soin des animaux qui ont été réintroduits.